# Đại dịch COVID-19 tại Lesotho
Đại dịch COVID-19 đã được xác nhận lây đến Lesotho ngày 13 tháng 5 năm 2020.
Trước đó, Lesotho là quốc gia cuối cùng ở châu Phi không có trường hợp COVID-19 nào được báo cáo trong đại dịch toàn cầu.
Quốc gia này không có khả năng kiểm tra virus, và vì vậy, để ngăn chặn sự lây lan của vi-rút, chính phủ đã đóng cửa biên giới với Nam Phi. Vào ngày 18 tháng 3, chính phủ đã tuyên bố tình trạng khẩn cấp quốc gia mặc dù không có trường hợp nào được xác nhận và đóng cửa trường học cho đến ngày 17 tháng 4, nhưng vẫn cho phép học sinh ăn uống ở trường. Khách du lịch đến sẽ bị cách ly trong 14 ngày khi đến quốc gia này.  Thủ tướng Thomas Thabane tuyên bố phong tỏa ba tuần kể từ nửa đêm 29 tháng 3. Lesotho bắt đầu gửi mẫu bệnh phẩm đến Viện quốc gia về các bệnh truyền nhiễm của Nam Phi để thử nghiệm sau đó. Ngày 5 tháng 5 năm 2020, Lesotho bắt đầu giảm bớt các khía cạnh của việc phong tỏa từ ngày 5 tháng Năm.
Tính đến hết ngày 13 tháng 4 năm 2024, Lesotho ghi nhận 36,138 trường hợp nhiễm COVID-19 và 723 trường hợp tử vong.